# La Segona Perifèria
La Segona Perifèria és una editorial independent catalana fundada el 2022 per l'editor i escriptor Miquel Adam. L'editorial publica al voltant de deu llibres l'any de narrativa i no-ficció en llengua catalana de títols actuals i contemporanis, tant d'autories catalanes com estrangeres, poc o gens conegudes i traduïdes.
El dos primers títols que presentà foren les novel·les Tot demana salvació, de Daniele Mencarelli i traduïda per Pau Vidal, i Divorci i aventura, de Leticia Asenjo. D'ençà d'aleshores, ha publicat autors catalans com Antoni Veciana (Nicolau, 2022), Miquel Bonet (Periodisme de contacte, 2022 i El dia de l'escórpora, 2024), Anna Pazos (Matar el nervi, 2023) o Damià Bardera (S'obre el teló, 2023). En l'àmbit de la narrativa estrangera ha publicat autors com Etgar Keret, Bernardine Evaristo, Magda Szabó i Hal Bennett. Pel que fa a la no-ficció, ha publicat autors com Carlo Maria Cipolla i Stefan Zweig, entre d'altres.